# Nice Contieri
Nice Contieri (Sale, 19 ottobre 1912 – Napoli, 12 agosto 1965) è stata una slavista italiana.

## Biografia
Studiò alla facoltà di Filologia Slava nell'Istituto Orientale dell'Università di Napoli. Nel 1953 passò il lettorato e tenne conferenze sulla letteratura e lingua polacca. Si occupò principalmente dell'influsso della creazione di Francesco Petrarca sulle opere di scrittori e poeti polacchi. Si occupò anche delle opere di Adam Mickiewicz. Tradusse in italiano le poesie di Tadeusz Peiper, Miron Białoszewski, Julian Tuwim, Jan Brzękowski, Julian Przyboś, Zbigniew Bieńkowski, Stanisław Grochowiak.
Scrisse per Tempo di Letteratura, Annali. Sezione Slava e Ricerche slavistiche.

## Opere
- 1953 – Sommario di storia della letteratura polacca
- 1955/'56 – Mickiewicz e il Petrarca
- 1961 – La fortuna del Petrarca in Polonia nei secoli XIV e XV
- 1963 – La fortuna del Petrarca in Polonia nella prima metà del secolo XVI
- 1963 – Tuwim e la poesia minore del secolo XIX
- 1966 – Petrarca in Polonia e altri studi

| Controllo di autorità | VIAF (EN) 71313379 · SBN MILV082545 · LCCN (EN) nr99026029 |